# Танбаљи
Танбаљи или Тамгали (казашки: Таңбалы, у значењу "осликано" или "означено место") је праисторијски археолошки локалитет у покрајини Жетису ("Седморечје"), Казахстан, око 120 км северозападно од Алматија које је најпознатије по око 5,000 петроглифа. Због тога је Танбаљи уписан на УНЕСКО-в Списак места Светске баштине у Азији и Аустралазији 2004. године
као "значајно сведочанство живота и веровања сточарских народа средњоазијских степа од бронзаног доба до данас".
Петроглифи се већином налазе у главном кањону реке Танбаљи, за који се верује како је био место древних олтара, али их има и у другим бочним кањонима где су пронађени остаци 48 праисторијских насеља. Они датирају од 1400. п. н. е. (бронзано доба) до почетка 20. века, и представљају вишеслојна насеља која су константно била насељена хиљадама година, а насељавали су их полу-номадски сточари-коњаници. У њиховој близини се налазе некрополе с мегалитским кружним грађевинама из бронзаног доба и каснијим земљаним гробницама-хумцима (кургани).
Најранији петроглифи (14—13. п. н. е.) представљају дубоко урезене фигуре различитих значења, од глава бога-сунца, зооморфних бића, синкретичких фигура, прерушених људи до великог броја разноликих животиња. Каснобронзани петроглифи су мањи и слабије изражени, и већином приказују призоре из свакодневног живота, обично везани за узгој стоке.
Петроглифи из гвозденог доба су најбројнији, али и најразноврснији, и представљају израз бројних народа који су насељавали ово подручје од 1000. п. н. е. до око 500. године. Тада се јављају и призори лова и фигуре камила.
У Средњем веку су древни Туркијски народи почели приказивати симболе моћи степских царстава која су настала од 6. до 12. века. Осим приказа ратничких војсковођа и узгоја стоке ту су чести и призори стегоноша, стрелаца, и предмети коњичке опреме.
Казаси и Џунгари су након монголских освајања у 13. и 14. веку започели клесати у стенама различите призоре велике ументичке креативности, која је поступно потпуно напуштена крајем 19. и почетком 20. века. Совјети су 1930. година колективно преместили локално становништво из Тинбаљија у Русију и Украјину. Тек им је од 1956. године било дозвољено вратити се у стара насеља, али су већ до тада изгубили обичај клесања слика у стенама. Данашњи становници су мешавина аутохтоног становништва и Казаса који су пребегли из Кине и углавном су муслимани који се придржавају старих обичаја попут везивања везених тканина поред извора, али који су заборавили везе с древним петроглифима.